# Étienne Capoue
Étienne Capoue (Niort, 11 juli 1988) is een Frans voetballer die doorgaans als defensieve middenvelder speelt. Hij tekende in januari 2021 bij Villarreal, dat hem overnam van Watford. Capoue speelde tussen 2012 en 2013 zeven keer voor het Frans voetbalelftal.

## Clubcarrière
Capoue debuteerde op 8 december 2007 in het betaald voetbal toen hij het met Toulouse opnam tegen Lille. Een week later kreeg hij een basisplaats tegen PSG in het Parc des Princes. Op 19 december 2007 maakte hij zijn Europese debuut tijdens een wedstrijd in het toernooi om de UEFA Cup, tegen Spartak Moskou. Op 18 oktober 2008 maakte hij zijn eerste doelpunt voor Toulouse, tegen Girondins Bordeaux. Capoue speelde in zes seizoenen 174 wedstrijden in de Franse competitie voor Toulouse, allemaal in de Ligue 1. Hiermee reisde hij in die periode door zo'n beetje de hele ranglijst, van plaats zeventien tot en met plaats vier.
Op 15 augustus 2013 bevestigde Tottenham Hotspur de komst van Capoue, die een vierjarig contract tekende in Londen. In de volgende twee jaar speelde hij 24 wedstrijden in de Premier League voor de club. Capoue tekende in juli 2015 vervolgens een contract tot medio 2019 bij Watford, dat toen net was gepromoveerd naar de Premier League. Watford maakte niet bekend wat het exact betaalde voor hem, maar wel dat het een clubrecord betrof. Dat betekende dat het om een hoger bedrag ging dan de circa €4.600.000,- die het in 2007 betaalde voor Nathan Ellington. Volgens bronnen ging het om een bedrag van €8.900.000,- Capoue werd bij Watford wel meteen basisspeler en bleef dat ook in de volgende jaren. Alleen coach Marco Silva zag het in de eerste seizoenshelft van 2017/18 minder in hem zitten. Toen die in januari 2018 werd ontslagen, keerde Capoue terug in de basiself. Hij degradeerde aan het eind van seizoen 2019/20 na vijf seizoenen in de Premier League met Watford naar de Championship.
Capoue tekende in januari 2021 bij Villarreal . Hiermee won hij enkele maanden later de UEFA Europa League, de eerste prijs in zijn carrière. Als gevolg hiervan speelde hij in 2021/22 ook voor het eerst in de Champions League. Zijn team en hij kwamen in dit toernooi tot de halve finales, tegen Liverpool.

## Clubstatistieken
| Seizoen | Club              | Land      | Competitie       | Wed. | Doelp. |
| ------- | ----------------- | --------- | ---------------- | ---- | ------ |
| 2007/08 | Toulouse          | Frankrijk | Ligue 1          | 5    | 0      |
| 2008/09 | Toulouse          | Frankrijk | Ligue 1          | 32   | 1      |
| 2009/10 | Toulouse          | Frankrijk | Ligue 1          | 33   | 0      |
| 2010/11 | Toulouse          | Frankrijk | Ligue 1          | 37   | 2      |
| 2011/12 | Toulouse          | Frankrijk | Ligue 1          | 33   | 3      |
| 2012/13 | Toulouse          | Frankrijk | Ligue 1          | 34   | 7      |
| 2013/14 | Tottenham Hotspur | Engeland  | Premier League   | 12   | 1      |
| 2014/15 | Tottenham Hotspur | Engeland  | Premier League   | 12   | 0      |
| 2015/16 | Watford           | Engeland  | Premier League   | 33   | 0      |
| 2016/17 | Watford           | Engeland  | Premier League   | 37   | 7      |
| 2017/18 | Watford           | Engeland  | Premier League   | 23   | 1      |
| 2018/19 | Watford           | Engeland  | Premier League   | 33   | 1      |
| 2019/20 | Watford           | Engeland  | Premier League   | 30   | 0      |
| 2020/21 | Watford           | Engeland  | Championship     | 11   | 0      |
| 2020/21 | Villarreal        | Spanje    | Primera División | 16   | 1      |
| 2021/22 | Villarreal        | Spanje    | Primera División | 30   | 1      |
| 2022/23 | Villarreal        | Spanje    | Primera División | 28   | 3      |
| 2023/24 | Villarreal        | Spanje    | Primera División | 8    | 0      |
| Totaal  | Totaal            | Totaal    | Totaal           | 447  | 28     |

## Interlandcarrière
Capoue debuteerde op 15 augustus 2012 in het Frans voetbalelftal, in een oefeninterland tegen Uruguay. Hij maakte op 11 september 2012 zijn eerste doelpunt voor Les Bleus, in een WK-kwalificatiewedstrijd tegen Wit-Rusland. Capoue speelde vervolgens tot en met augustus 2013 nog vijf oefeninterlands en werd daarna niet meer geselecteerd voor het nationale team.
| Interlands van Étienne Capoue | Interlands van Étienne Capoue | Interlands van Étienne Capoue | Interlands van Étienne Capoue | Interlands van Étienne Capoue | Interlands van Étienne Capoue | Interlands van Étienne Capoue |
| №                             | Datum                         | Wedstrijd                     | Uitslag                       | Competitie                    | Goals                         | Assists                       |
| Als speler van Toulouse FC    | Als speler van Toulouse FC    | Als speler van Toulouse FC    | Als speler van Toulouse FC    | Als speler van Toulouse FC    | Als speler van Toulouse FC    | Als speler van Toulouse FC    |
| ----------------------------- | ----------------------------- | ----------------------------- | ----------------------------- | ----------------------------- | ----------------------------- | ----------------------------- |
| 1                             | 15 augustus 2012              | Frankrijk – Uruguay           | 0 – 0                         | Vriendschappelijk             | 0                             | 0                             |
| 2                             | 11 september 2012             | Frankrijk – Wit-Rusland       | 3 – 1                         | Kwalificatie WK '14           | 1                             | 0                             |
| 3                             | 12 oktober 2012               | Frankrijk – Japan             | 0 – 1                         | Vriendschappelijk             | 0                             | 0                             |
| 4                             | 14 november 2012              | Italië – Frankrijk            | 1 – 2                         | Vriendschappelijk             | 0                             | 0                             |
| 5                             | 6 februari 2013               | Frankrijk – Duitsland         | 1 – 2                         | Vriendschappelijk             | 0                             | 0                             |
| 6                             | 5 juni 2013                   | Uruguay – Frankrijk           | 1 – 0                         | Vriendschappelijk             | 0                             | 0                             |
| 7                             | 14 augustus 2013              | België – Frankrijk            | 0 – 0                         | Vriendschappelijk             | 0                             | 0                             |

## Trivia
Hij is de jongere broer van Aurélien Capoue. Etienne en Aurélien zijn afkomstig van het Frans overzees departement Guadeloupe.

## Erelijst
| UEFA Europa League | 1x | 2020/21 |

1 Júnior ·
2 Costa ·
3 Albiol  ·
4 Bailly ·
5 Kambwala ·
6 Suárez ·
7 Moreno ·
8 Foyth ·
10 Parejo ·
11 Akhomach ·
12 Bernat ·
13 Conde ·
14 Comesaña ·
15 Barry ·
16 Baena ·
17 Femenía ·
18 Gueye ·
19 Pépé ·
20 Terrats ·
21 Pino ·
22 Pérez ·
23 Cardona ·
24 Pedraza ·
31 Álvarez ·
Coach: Marcelino